# Roland Garros 2021 (rolstoelvrouwendubbel)
Op Roland Garros 2021 speelden de rolstoelvrouwen de wedstrijden in het dubbelspel op zondag 6 en maandag 7 juni 2021 in het Roland-Garrosstadion in het 16e arrondissement van Parijs.

## Toernooisamenvatting
De Nederlandse titelverdedigsters Diede de Groot en Aniek van Koot waren als eerste geplaatst en slaagden erin hun titel te prolongeren. In de finale versloegen zij het als tweede geplaatste koppel Yui Kamiji (Japan) en Jordanne Whiley (VK) in twee sets. Het was hun achtste gezamenlijke grandslamtitel. De Groot had daarnaast drie eerdere grandslamdubbelspeltitels met andere partners; Van Koot tien.

## Geplaatste teams
| Nr. | Team                          | Resultaat   | Uitgeschakeld door            |
| --- | ----------------------------- | ----------- | ----------------------------- |
| 1.  | Diede de Groot Aniek van Koot | winnaressen | winnaressen                   |
| 2.  | Yui Kamiji Jordanne Whiley    | finale      | Diede de Groot Aniek van Koot |

## Toernooischema
| Legenda | Legenda                  |
| ------- | ------------------------ |
| Q       | Qualifier                |
| WC      | Deelname via wildcard    |
| LL      | Lucky Loser              |
| r       | Opgave / trok zich terug |
| w/o     | Walk-over                |
| Alt     | Alternate                |
| SE      | Special Exempt           |
| PR      | Protected Ranking        |
| d       | Diskwalificatie          |

- Ranglijstpositie dubbelspel tussen haakjes.

|  | eerste ronde | eerste ronde                               | eerste ronde               | eerste ronde | eerste ronde |                                             |   | finale | finale | finale | finale | finale |
|  |              |                                            |                            |              |              |                                             |   |        |        |        |        |        |
|  | 1            | Diede de Groot Aniek van Koot (1+2=3)      | 6                          | 6            |              |                                             |   |        |        |        |        |        |
|  |              | Dana Mathewson Kgothatso Montjane (7+6=13) | 4                          | 5            |              |                                             |   |        |        |        |        |        |
|  |              | Dana Mathewson Kgothatso Montjane (7+6=13) | 4                          | 5            | 1            | Diede de Groot Aniek van Koot               | 6 | 6      |        |        |        |        |
|  |              |                                            |                            |              |              | Diede de Groot Aniek van Koot               | 6 | 6      |        |        |        |        |
|  |              | 2                                          | Yui Kamiji Jordanne Whiley | 3            | 4            |                                             |   |        |        |        |        |        |
|  |              | 2                                          | Yui Kamiji Jordanne Whiley | 3            | 4            | Angélica Bernal Emmanuelle Mörch (17+31=48) | 0 | 3      |        |        |        |        |
|  |              |                                            |                            |              |              | Angélica Bernal Emmanuelle Mörch (17+31=48) | 0 | 3      |        |        |        |        |
|  | 2            | Yui Kamiji Jordanne Whiley (4+3=7)         | 6                          | 6            |              |                                             |   |        |        |        |        |        |